# Вільям Говард Рассел
Вільям Говард Рассел (англ. William Howard Russel; 8 березня 1820, Таллахт, Дублін — 11 лютого 1907, Лондон) — британський кореспондент газети The Times ірландського походження, який, як вважається, був одним із перших професійних військових кореспондентів. Він, з-поміж іншого, провів 22 місяці на фронті Кримської війни, роблячи репортажі про різні події, зокрема про атаку легкої бригади.

## Біографія
Здобув освіту в Триніті-коледжі в Дубліні, деякий час навчався в Кембриджі. У двадцятирічному віці вступив журналістом у The Times — спочатку працював в Ірландії, 1843 року його перевели до Лондона. Його першим досвідом як військового кореспондента було висвітлення подій війни між Пруссією і Данією за Шлезвіг-Гольштайн у липні 1850 року.
У лютому 1854 року, після загострення політичної обстановки перед Кримською війною, його направили в розташування військ під командуванням Головнокомандувача військами Британської армії Генрі Гардінджа на Мальті. У Криму опинився вже 1854 року, одразу після початку війни, і перебував там до кінця 1855 року, окрім невеликої перерви на межі 1854—1855 років, коли виїжджав до Константинополя. Оскільки під час Кримської війни вперше в історії війн повідомлення про події доходили до громадськості за допомоги телеграфу (тобто, з величезною для того часу швидкістю), діяльність Рассела, який активно використовував телеграф, мала найважливіше значення.
Описуючи події на війні, Рассел був неупередженим: він повідомляв про важкі поразки і втрати союзних військ, піддавав жорсткій критиці британський уряд й особисто прем'єр-міністра Абердіна за погане постачання військ і некомпетентність командування, описував жахливе, на його думку, медичне обслуговування поранених і спалах холери, що мав місце. Його повідомлення, особливо репортаж про атаку легкої бригади під Балаклавою, викликали в британському суспільстві бурхливу реакцію, а парламентарій Джон Артур Робак закликав у Палаті громад створити комісію з розслідування подій, описаних журналістом, що в підсумку призвело до відставки уряду Абердіна. Рассел також був ініціатором звернення до королеви Вікторії з пропозицією нагороджувати за хоробрість і простих солдатів, результатом чого стала поява Хреста Вікторії. Наприкінці 1855 року його відкликали з Криму, як припускають, за політичними мотивами.

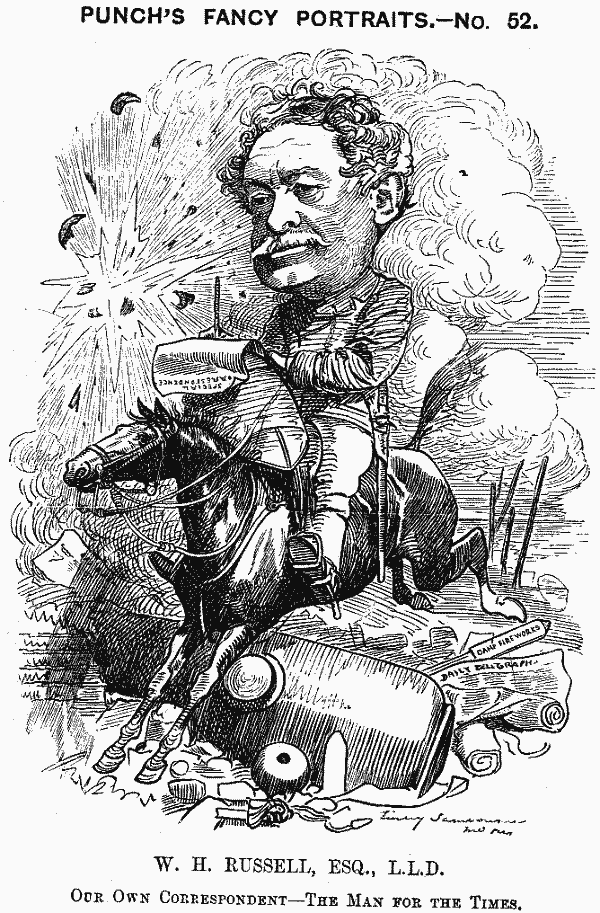
Карикатура на Рассела з журналу «Панч» (1881).

1856 року Рассела знову відправили в Російську імперію — цього разу для того, аби зробити репортаж про коронацію імператора Олександра II. У 1857 році він вирушив до Індії, де перебував більше року, висвітлюючи події Сипайського повстання, зокрема штурм Лакхнау в 1858 році. У 1859 році висвітлював Австро-італо-французьку війну. У 1861 році, коли в США почалася Громадянська війна, він вирушив до Вашингтона і пробув на фронтах війни до квітня 1862 року, зокрема зустрічався з президентом Конфедерації Джефферсоном Девісом в Алабамі. Його репортажі й позиція піддавалися жорсткій критиці з боку як Півночі, так і Півдня: Рассел виступав категорично проти рабства, але при цьому вважав правильним поділ США на дві держави і протестував проти возз'єднання країни, унаслідок чого був зрештою оголошений персоною нон ґрата по обидва боки фронту.
У 1863 році він повернувся в Англію, у 1864 році висвітлював події Дансько-прусської війни, 1866 року — Австро-пруссько-італійської. 1868 року намагався балотуватися до парламенту від консерваторів, але безуспішно. У 1870—1871 роках висвітлював події Франко-прусської війни і Паризької комуни, водночас його репортаж про паризьку пожежу під час Комуни привернув велику увагу з боку європейського суспільства. У 1879 році вирушив до Південної Африки, де висвітлював події Англо-зулуської війни.
Був нагороджений Королівським Вікторіанським орденом, 1895 року був посвячений у лицарі. Похований на Бромптонському цвинтарі в Лондоні. У 2013 році газета The New York Times назвала його «найвидатнішим військовим кореспондентом в історії».

## Творчість
- Sir William Howard Russell. The Atlantic Telegraph. — Naval Institute Press, 1865.(англ.) — книга про прокладання першого трансатлантичного кабелю з Великої Британії у США
- https://www.cambridge.org/core/books/my-diary-north-and-south/48CFE3D4BF0DCDF551E5403A663F9239 книги